# Soblahov
Soblahov (allemand : Soblahof, hongrois : Cobolyfalu) est un village de Slovaquie situé dans la région de Trenčín.

## Histoire
La première mention écrite du village date de 1332.

## Démographie

### Évolution de la population
| Année:               | 1994. | 2004.   | 2014.    | 2024.   |
| -------------------- | ----- | ------- | -------- | ------- |
| Nombre de personnes: | 1872  | 1957    | 2240     | 2391    |
| Différence:          |       | +4,54 % | +14,46 % | +6,74 % |

| Année:               | 2023. | 2024.   |
| -------------------- | ----- | ------- |
| Nombre de personnes: | 2388  | 2391    |
| Différence:          |       | +0,12 % |